# Levaillants koekoek
De Levaillants koekoek (Clamator levaillantii) is een vogel uit de familie van de koekoeken. De vogel is door Swainson vernoemd naar de Franse ornitholoog François Levaillant.

## Kenmerken
De vogel is gemiddeld 39 cm lang en weegt 102 tot 141 g.  De volwassen vogel is groen tot blauw glanzend zwart van boven met een zwarte kuif. De velugels zijn zwart met witte vlekken. De staart is zwart van boven met wit op het eind van de buitenste staartveren. Van onder is de vogel vuilwit met duidelijke zwarte streepjes op de keel en de borst.

## Verspreiding en leefgebied
Deze soort komt voor in een groot deel van Afrika bezuiden de Sahara. Het leefgebied is half open bos, savanne, verlaten agrarisch gebied, riviergeleidend bos en struikgewas. In de droge tijd trekt de vogel naar vochtiger bostypen dichter bij de evenaar. In Oost-Afrika komt de vogel voor tot op 2100 m boven de zeespiegel.

## Leefwijze
Deze koekoek is een broedparasiet die eieren legt in de nesten van verschillende soorten babbelaars zoals de sahelbabbelaar (T. plebejus), zwartkapbabbelaar (T. reinwardtii) en de pijlpuntbabbelaar (T. jardineii).

## Status
De grootte van de wereldpopulatie is niet gekwantificeerd, maar de soort is redelijk algemeen in geschikt habitat. Men veronderstelt dat de soort in aantal stabiel is. Om deze redenen staat de Levaillants koekoek als niet bedreigd op de Rode Lijst van de IUCN.